# جنبش فلسطین آزاد
جنبش فلسطین آزاد (عربی: حرکة فلسطین حرة) یک جنبش مسلحانه و سازمان اجتماعی سوری فلسطینی است که توسط تاجری به نام یاسر قشلاق رهبری می‌شود و از دولت بعث سوریه حمایت می‌کند. این سازمان مخالف وجود کشور جعلی و اشغالگر اسرائیل است و بیشتر به دلیل فعالیت‌های سیاسی و ارائه خدمات اجتماعی پیش از سال ۲۰۱۲ میلادی به فلسطینی‌ها در سوریه و نوار غزه و هر جای جهان شناخته می‌شود که در جریان اشغال سرزمینشان از سوی صهیونیست‌ها در جهان آواره گشتند. با شروع جنگ داخلی سوریه، جنبش فلسطین آزاد شاخه شبه نظامی خود را تشکیل داد.

## تاریخ

### سال‌های اولیه فعالیت
جنبش فلسطین آزاد توسط یاسر قشلاق، تاجر ثروتمند فلسطینی متولد سوریه که مالک چندین سازمان از جمله مؤسسه مطالعات بین‌المللی لبنان، اتاق سرمایه‌گذاری سوریه و فلسطین، باشگاه بازرگانان فلسطینی و همچنین یک روزنامه کوچک لبنانی تأسیس شد. علاوه بر این، یاسر به خاطر دیدگاه‌های یهودستیزانه‌اش شناخته می‌شود، زیرا بارها یهودیان را «دورریزهای اروپایی»، «باند قاتلان جنایتکار»، و «کثافت‌های انسانی» خوانده‌است که باید به اروپا تبعید شوند. همچنین او اعلام کرده‌است که «هیچ دلیلی برای همزیستی» بین اسرائیلی‌ها و فلسطینی‌ها وجود ندارد، زیرا فلسطینی‌ها سرزمین‌های خود را پس می‌گیرند و «اسراییلی‌ها را در همه جای دنیا تعقیب می‌کنند و آنها را به خاطر قتل‌عام‌هایشان محاکمه می‌کنند». با وجود نزدیکی یاسر قشلاق به دولت سوریه، وی هرگونه ارتباط با حزب‌الله را رد کرده‌است.
یاسر در سال ۲۰۰۳ برای اولین فعالیت سیاسی را در اردوگاه یرموک فلسطینی دمشق آغاز و خود را به عنوان حامی انتفاضه دوم معرفی کرد. از آن زمان، او جنبش فلسطین آزاد را به عنوان یک سازمان اجتماعی سازماندهی می‌کند و خدمات اجتماعی به فلسطینیان در سوریه ارائه می‌دهد و همچنین از دولت بعث حمایت می‌کرد. تام رولینز، کارشناس شورای آتلانتیک بر این باور است که این سازمان به عنوان «وسیله ای برای جاه‌طلبی‌های سیاسی [یاسر قشلاق] استفاده می‌شود.» بنا بر ادعای قشلاق، جنبش فلسطین آزاد در سازماندهی ناوگان آزادی ۲ برای کمک‌رسانی نوار غزه در سال ۲۰۱۰/۱۱ شرکت داشت. این گروه در سال ۲۰۱۱ فعالیت مسلحانه خود را آغاز کرد و بر اساس گزارش سایت خبری «سوریه اندیکاتور»، دلیل این کار، نیاز به سرکوب اعتراضات ضد اسد در اردوگاه یرموک است.

### جنگ داخلی سوریه
پس از شروع جنگ داخلی سوریه، جنبش فلسطین آزاد اقدام به عضوگیری برای شبه‌نظامیان طرفدار دولت بشار اسد کرد و شاخه شبه‌نظامی خود را در سال ۲۰۱۲ با نام «نیروهای محافظ الاقصی» تأسیس کرد. نیروهای محافظ الاقصی از سال ۲۰۱۶ و پس از توافق غیررسمی تقسیم قدرت بین جنبش فلسطین آزاد و فتح الانتفاضه، یکی دیگر از شبه نظامیان طرفدار دولت سوریه، بیشتر در دمشق فعالیت می‌کنند. بر اساس این توافق، یاسر قشلاق مبلغ قابل توجهی را برای واگذاری بخش‌هایی از مناطق تحت تسلط گروه فتح‌الانتفاضه در اردوگاه یرموک پرداخت کرد. در نتیجه، یاسر قشلاق و جنبش او می‌توانند به عنوان مدافعان یرموک که اهمیت نمادین زیادی برای فلسطینی‌ها دارد، «سرمایه سیاسی باارزشی» به دست آورند، همچنین فتح انتفاضه بودجه مورد نیاز را به دست آورد. از آن زمان، جنبش فلسطین آزاد با شبه نظامیان دولت اسلامی عراق و شام در اردوگاه یرموک جنگیده‌است و در حملات دمشق جنوبی در ماه مارس و آوریل و مه ۲۰۱۸ شرکت داشته‌است. در عملیات اخیر، فرمانده نظامی سازمان، ساعد عبدالعال مجروح شد. مبارزان جنبش فلسطین آزاد در مناطق دیگر دمشق از جمله در حرستا در اوت ۲۰۱۷ و در الشغور در جریان حمله ریف دمشق در اوایل ۲۰۱۸ جنگیده‌اند.
اگرچه جنبش فلسطین آزاد بیشتر در دمشق فعال است، اما نیروهایی را نیز در مناطق دیگر سوریه دارد. در عملیاتی که در ماه مه ۲۰۱۳ اجرا شد، «گردان‌های عبدالقادر الحسینی»، یکی از گروه‌های مسلح وابسته به جنبش، دو گلوله خمپاره به مواضع نیروهای دفاعی اسرائیل در کوه هرمون شلیک کرد. بنا بر گزارش‌ها، این کار در بزرگداشت روز نکبت انجام شد. نیروهای جنبش فلسطین آزاد در اواخر سال نیز عملیاتی را در حماه اجرا کردند، و در نبرد دیرالزور (سپتامبر تا نوامبر ۲۰۱۷) جنگیدند.
پس از اینکه نیروهای ارتش سوریه در ماه مه ۲۰۱۸ کنترل اردوگاه یرموک را تحت کنترل خود درآورد، برخی از ساکنان برای جلوگیری از غارت توسط نیروهای دولتی، خانه‌های خود را سوزاندند. جنبش فلسطین آزاد اعلام کرد که با این افراد تحت پیگرد قرار می‌گیرند و با آنها برخورد می‌شود. به دلیل کاهش عملیات‌های نظامی و کمبود بودجه، این گروه به همراه الصائقه و فتح الانتفاضه بخش زیادی از نیروهای خود را تعدیل و اخراج کردند. با این حال، فرمانده ساعد عبدالعال این موضوع را تکذیب کرد و گفت که جنبش فلسطین آزاد نیروهای خو را از دمشق به دیگر مناطق جنگی اعزام کرده‌است. هنگامی که هیئت پارلمانی ایرلند در اواخر ژوئیه ۲۰۱۸ برای ارزیابی خسارت‌های ناشی از جنگ داخلی، از اردوگاه یرموک بازدید کرد، ساعد عبدالعال همراه آنها بود. جنبش فلسطین آزاد در ۱۱ نوامبر ۲۰۱۸ در جشنواره بزرگداشت یاسر عرفات شرکت کرد.
در اوایل سال ۲۰۱۹، جنبش فلسطین آزاد برای شرکت در عملیات ضد شورش افرادش را به استان دیرالزور فرستاد و تعدادی از نیروهایش نیز در حمله شمال غربی سوریه (آوریل تا اوت ۲۰۱۹) شرکت داشتند. در جریان لشکرکشی اخیر، نیروهای جنبش فلسطین آزاد در حلفایا و الزکه جنگیدند. در اکتبر ۲۰۱۹، یکی از اعضای FPM به ضرب گلوله افراد ناشناس در دائل کشته شد. در همین زمان، به دلیل کمبود بودجه FPM برخی از نیروهایش را مرخص کرد. از اواخر سال ۲۰۱۹، نیروهای این جنبش در حمله دولت به شمال غربی سوریه (دسامبر ۲۰۱۹ تا مارس ۲۰۲۰) شرکت کردند. هم‌زمان جنبش فلسطین آزاد در استان لاذقیه نیز فعال بود و یکی از مامورانش آن در سلما کشته شد.
پس از پایان عملیات در شمال غرب سوریه، فعالیت جنبش فلسطین آزاد در ادلب، نزدیک خط مقدم نبرد ادامه پیدا کرد. در فوریه ۲۰۲۰، هفت نفر از اعضای این گروه در جریان یک درگیری کشته شدند.

## سازمان
یاسر قشلاق، رهبر جنبش فلسطین آزاد است و ساعد عبدالعال فرماندهی شاخه نظامی سازمان را برعهده دارد. ساعد عبدالعال، فرزند محمد عبدالعال، عضو شورای رهبری شاخه فلسطینی حزب بعث در سوریه و افسر سابق اردوگاه یرموک است. نیروهای مسلح فلسطین آزاد به عنوان شبه‌نظامیان رده‌پایین شناخته می‌شوند و شامل سرایا بدر، نیروهای محافظ الاقصی و گردان‌های عبدالقادر الحسینی است. مثل دیگر شبه‌نظامیان طرفدار دولت سوریه، جنبش فلسطین آزاد نیروهایش را با وعده حقوق ماهانه بالا و از بین فلسطینی‌های ساکن سوریه جذب می‌کند که به دلیل جنگ داخلی شرایط اقتصادی بدی دارند. در نوامبر ۲۰۱۸ میلادی، ۲۴ نیروی این جنبش در جنگ داخلی سوریه کشته شده‌اند.

## جنایات جنگی
به گزارش سایت حامی اپوزیسیون زمان الوصل و دیگر بازرسان، دو تن از اعضای (سابق) جنبش فلسطین آزاد به نام‌های مفق الدعواح و محمود ارنعوت در در جریان جنگ داخلی سوریه مرتکب جنایت جنگی شده‌اند. آنچه که در این گزارش آمده، آنها در زمان محاصره اردوگاه یرموک افراد غیرنظامی را کشته‌اند. همچنین یکی دیگر از اتهامات مفق، تجاوز جنسی در اردوگاه یرموک است. به این دلایل، مفق به «قصاب یرموک» معروف شده‌است. وی پس از مهاجرت به آلمان به عنوان پناهنده، در ۴ اوت ۲۰۲۱ توسط پلیس این کشور در برلین دستگیر شد. او متهم شد که در ۲۳ مارس ۲۰۱۴ در کمپ یرموک، از سلاح ضد تانک برای کشتار غیرنظامیان استفاده کرده و حداقل هفت نفر در این یک مورد را کشته‌است. مفق در فوریه ۲۰۲۳ توسط دادگاهی در آلمان به حبس ابد محکوم شد.
به گفته فعالان محلی، جنبش فلسطین آزاد به کارهای غیرقانونی تجاری نیز مشغول است. اعضای این جنبش، ساکنان اردوگاه یرموک را تحت فشار قرار می‌دهند تا اموال و دارایی‌های خود را برای بازسازی نمای شهر، به قیمت پایین بفروشند. بر اساس گزارش‌ها، این گروه شبه‌نظامی با شرکت پیمانکاری الشهابی، که متهم به اختلاس بودجه برای بازسازی کمپ یرموک است، ارتباط دارد و از آن حمایت می‌کند. از یاسر قشلاق به عنوان «مشهورترین دلال املاک اردوگاه یرموک» یاد شده‌است.